# Eli M. Saulsbury
Eli M. Saulsbury (Kent megye, 1817. december 29. – Dover, 1893. március 22.) az Amerikai Egyesült Államok szenátora (Delaware, 1871–1889).